# Wankdorfstadion
A Wankdorfstadion egy labdarúgó-stadion volt Bernben, Svájcban. Lebontása után a helyén épült fel a Stade de Suisse.

## Története
A stadiont 1925. október 18-án nyitották meg. A BSC Young Boys otthona volt egészen 2001-ig, amikor bezárták, majd lebontották. A helyén épült fel a Stade de Suisse. Öt mérkőzést rendeztek itt az 1954-es labdarúgó-világbajnokságon, köztük a döntőt is. Ebben a stadionban játszották az bajnokcsapatok Európa-kupájának az 1961-es és a kupagyőztesek Európa-kupájának az 1989-es döntőjét.

## Események

### 1954-es világbajnokság
| Dátum       | Időpont UTC+1 | Pályaválasztó | Eredmény | Vendég        | Forduló     | Nézők  |
| ----------- | ------------- | ------------- | -------- | ------------- | ----------- | ------ |
| 1954.06.16. | 18.00         | Uruguay       | 2–0      | Csehszlovákia | 3. csoport  | 20 000 |
| 1954.06.17. | 18.00         | NSZK          | 4–1      | Törökország   | 2. csoport  | 39 000 |
| 1954.06.20. | 17.10         | Anglia        | 2–0      | Svájc         | 4. csoport  | 45 000 |
| 1954.06.27. | 17.00         | Magyarország  | 4–2      | Brazília      | Negyeddöntő | 60 000 |
| 1954.07.04. | 17.00         | NSZK          | 3–2      | Magyarország  | Döntő       | 64 000 |

### BEK-döntők
| Dátum       | Pályaválasztó | Eredmény | Vendég    | Részletek | Nézők  |
| ----------- | ------------- | -------- | --------- | --------- | ------ |
| 1961.05.30. | Benfica       | 3–2      | Barcelona | Döntő     | 26 732 |

### KEK-döntő
| Dátum       | Időpont UTC+1 | Pályaválasztó | Eredmény | Vendég    | Részletek | Nézők  |
| ----------- | ------------- | ------------- | -------- | --------- | --------- | ------ |
| 1989.05.10. | 20.15         | Barcelona     | 2–0      | Sampdoria | Döntő     | 45 000 |